# سلول‌های یومی
سلول‌های یومی (کره‌ای: 유미의 세포들) یک مجموعهٔ تلویزیونی کره جنوبی سال ۲۰۲۱ به کارگردانی لی سانگ یوب و بازیگری کیم گو-اون، آن بو-هیون، پارک جین یونگ، لی یو بی و پارک جی-هیون است. این مجموعه بر اساس وب‌تونی به همین نام، یک عاشقانهٔ روانشناختی مبتنی بر سلول است که زندگی روزمرهٔ یومی، یک کارمند اداری معمولی را از طریق چشمان سلول‌های در سرش از هم باز می‌کند. فصل اول این مجموعه از ۱۷ سپتامبر تا ۳۰ اکتبر ۲۰۲۱، روزهای جمعه و شنبه ساعت ۲۲:۵۰ (کی‌اس‌تی) از تی‌وی‌ان پخش شد. این مجموعه همچنین برای سرویس‌های استریم آنلاین تیوینگ و آی‌چی‌یی در دسترس است.
در ۸ سپتامبر ۲۰۲۱، تیوینگ اعلام کرد که حقوق پخش این مجموعه به بیش از ۱۶۰ کشور در سراسر جهان از جمله اروپا، آمریکای شمالی و جنوب شرق آسیا فروخته شده است.
فصل دوم از ژوئن ۲۰۲۲ در تیوینگ، هر جمعه دو قسمت در ساعت ۱۶:۰۰ (کی‌اس‌تی) پخش شد. همچنین بعداً از ۱۶ نوامبر ۲۰۲۲، روزهای چهارشنبه و پنجشنبه ساعت ۲۲:۳۰ (کی‌اس‌تی) از تی‌وی‌ان پخش شد.
در ۱۵ سپتامبر ۲۰۲۲ گزارش شد که فصل دوم به آمازون پرایم ویدئو برای پخش در ژاپن فروخته شده است. فصل دوم همچنین در آمازون پرایم ویدئو در اندونزی، تایلند و فیلیپین در دسترس است.

## بررسی اجمالی مجموعه
| فصل | قسمت‌ها | قسمت‌ها | تاریخ اصلی روی آنتن رفتن | تاریخ اصلی روی آنتن رفتن | زمان پخش                        | میانگین آمار بینندگان (هزار) |
| فصل | قسمت‌ها | قسمت‌ها | اولین بار                | آخرین بار                | زمان پخش                        | میانگین آمار بینندگان (هزار) |
| --- | ------ | ------ | ------------------------ | ------------------------ | ------------------------------- | ---------------------------- |
| ۱   | ۱۴     | ۱۴     | ۱۷ سپتامبر ۲۰۲۱          | ۳۰ اکتبر ۲۰۲۱            | جمعه و شنبه ساعت ۲۲:۵۰ (کی‌اس‌تی) | ۶۸۱                          |
| ۲   | ۱۴     | ۱۴     | ۱۰ ژوئن ۲۰۲۲             | ۲۲ ژوئیه ۲۰۲۲            | جمعه ساعت ۱۶:۰۰ (کی‌اس‌تی)        | —                            |

## خلاصهٔ داستان
یومی (کیم گو-اون) یک کارمند اداری معمولی است. این داستان به‌طور پی در پی بین زندگی واقعی یومی و درون ذهن او تغییر می‌کند، جایی که «سلول‌ها» نشان دهندهٔ هر یک از احساسات و انگیزه‌های او هستند. سلول‌های عشق او پس از یک رابطهٔ ناموفق در حالت کما به سر می‌برند. این مجموعه، رشد و تغییر او را ردیابی خواهد کرد و سلول‌های مغز او سلول‌های عشق را بیدار می‌کنند. توسعه دهندهٔ بازی گو وونگ (آن بو-هیون)، و همکاران یومی، روبی (لی یو بی) و سو سه یی (پارک جی-هیون) به روش‌های خودشان برای احیای سلول‌های عشق او، کمک می‌کنند.

## بازیگران

### اصلی
- کیم گو-اون در نقش کیم یومی، یک کارمند اداری معمولی[۱۵]
- آن بو-هیون در نقش گو وونگ، یک توسعه دهندهٔ بازی، دوست‌پسر دوم یومی و کسی که سه یی به او علاقمند است[۱۶]
  - جون هو یونگ در نقش جوانی گو وونگ
- پارک جین یونگ در نقش یو بابی، همکار و دوست‌پسر یومی[۱۷]
- پارک جی-هیون در نقش سو سه یی، همکار گو وونگ. او رؤیای تبدیل شدن به بهترین کارگردان هنری بازی را دارد[۱۸]
- لی یو بی در نقش روبی، همکار یومی که به تسلط بر تکنیک‌های مختلف قرار گذاشتن افتخار می‌کند[۱۹]

### مکمل
- جو جونگ هیوک در نقش لوییس

یک توسعه دهندهٔ بازی معتاد به کار. گو وونگ و سو سه یی همکلاسی‌هایش در کالج هستند که باهم یک شرکت بازی را راه‌اندازی و آن را اداره می‌کنند
- جونگ سون وون در نقش نام جو هیوک، رئیس نام[۲۱]
- کیم چا یون در نقش لی بونی، یکی از کارمندان بخش بازاریابی نودل ده‌هان[۲۲]
- می رام در نقش آیدا، همکار و تنها دوست یومی[۲۳]

### سایر بازیگران

#### فصل ۱–۲
- یون یو-سون در نقش مادر یومی
- سونگ جی-رو در نقش پدر یومی
- کوان سونگ وو در نقش کانگ هان بیول، دستیار مدیر بخش بازاریابی نودل ده‌هان
- کیم می-سو در نقش جا یونگ، دوست‌دختر سابق بابی

#### فصل ۱
- پارک بو اون در نقش کارمند میز اطلاعات (قسمت ۸)
- جونگ سو جی در نقش شی لون (قسمت ۷–۸)
- کیم هه این در نقش هونگ نا ری (قسمت ۷–۸)
- جو مو سه در نقش مهمان عروسی (قسمت ۱۳)
- کانگ چانگ یانگ در نقش صندوق‌دار خواربار فروشی (قسمت ۱۱)

### حضور ویژه

#### فصل ۱
- چوی مین هو در نقش چا او گی، همکار یومی[۲۴]
- آن یونگ می در نقش نونگ چول (صدا)[۲۵]
- لی سانگ-یی در نقش جی وو گی، دوست‌پسر سابق یومی[۲۶]

#### فصل ۲
- شین یه-اون در نقش یو دا اون، کارگر پاره وقت در نودل ده‌هان در شعبه ججو[۲۷]
- پی.او در نقش کنترل زد، یک تصویرگر که با یومی کار می‌کند[۲۸]
- جون سوک-هو در نقش آن ده یونگ، سردبیر تاریخ ادبیات جولی[۲۹]

## تولید

### بازیگران
در ۳۱ دسامبر ۲۰۲۰، گزارش شد که وب‌تون سلول‌های یومی منتشر شده در ناور توسط لی دونگ-گون با ۳٫۲ میلیارد بازدید انباشته، در یک مجموعهٔ تلویزیونی ساخته می‌شود و حضور کیم گو-اون به عنوان نقش اول زن تأیید شد. در آوریل ۲۰۲۱، گزارش شد که گروه بازیگران اصلی، کیم گو-اون، آن بو-هیون، لی یو بی و پارک جی-هیون هستند.

### فیلم‌برداری
فیلم‌برداری در آوریل ۲۰۲۱ آغاز شد. در ۱۸ ژوئن، آن بو-هیون در مصاحبه‌ای اعلام کرد که او در حال فیلم‌برداری سلول‌های یومی است و رنگ پوست خود را به‌طور طبیعی برای نقش گو وونگ برنزه کرده است.

### انیمیشن
سلول‌های یومی با استفاده از فرمت جدیدی تولید می‌شود که لایو اکشن و انیمیشن سه بعدی را ترکیب می‌کند. این اولین بار در یک درام کره‌ای است که چنین قالبی برای تولید مجموعهٔ تلویزیونی مورد استفاده قرار می‌گیرد. انیمیشن سه بعدی توسط لوکوس کورپوریشن (همچنین به نام Sidus Animation Studios نیز شناخته می‌شود) تهیه‌کنندگی شده است، که تهیه‌کنندگی انیمیشن کفش‌های قرمز و هفت کوتوله را نیز بر عهده داشته است و همچنین یک فیلم انیمیشن بر پایهٔ صاحب اثر با استودیو ان تولید می‌کند.

## آمار بینندگان
| فصل | فصل | شمارهٔ قسمت | شمارهٔ قسمت | شمارهٔ قسمت | شمارهٔ قسمت | شمارهٔ قسمت | شمارهٔ قسمت | شمارهٔ قسمت | شمارهٔ قسمت | شمارهٔ قسمت | شمارهٔ قسمت | شمارهٔ قسمت | شمارهٔ قسمت | شمارهٔ قسمت | شمارهٔ قسمت | میانگین |
| فصل | فصل | ۱          | ۲          | ۳          | ۴          | ۵          | ۶          | ۷          | ۸          | ۹          | ۱۰         | ۱۱         | ۱۲         | ۱۳         | ۱۴         | میانگین |
| --- | --- | ---------- | ---------- | ---------- | ---------- | ---------- | ---------- | ---------- | ---------- | ---------- | ---------- | ---------- | ---------- | ---------- | ---------- | ------- |
|     | ۱   | ۵۲۱        | ۶۱۶        | ۵۳۸        | ۸۲۳        | ۶۵۴        | ۷۵۳        | ۶۵۸        | ۷۱۴        | ۸۳۲        | ۷۸۳        | ۵۲۸        | ۷۳۹        | ۶۱۷        | ۷۶۹        | ۶۸۱     |
|     | ۲   | ۳۲۰        | ۳۴۳        | ن/م        | ن/م        | ۲۷۲        | ۲۵۵        | ۲۹۹        | ن/م        | ۲۶۹        | ن/م        | ۲۷۰        | ۲۹۱        | ۲۶۷        | ۲۴۷        | N/A     |

### فصل ۱
| ۱ | ۱۷ سپتامبر ۲۰۲۱ | ۲٫۰۷۲٪ (دوم)   | ۲٫۳۸۶٪ (دوم) |
| ۲ | ۱۸ سپتامبر ۲۰۲۱ | ۲٫۳۹۰٪ (دوم)   | ۲٫۵۶۴٪ (سوم) |
| ۳ | ۲۴ سپتامبر ۲۰۲۱ | ۱٫۸۷۱٪ (دوم)   | ۲٫۳۲۳٪ (سوم) |
| ۴ | ۲۵ سپتامبر ۲۰۲۱ | ۲٫۵۴۵٪ (سوم)   | ۳٫۳۰۱٪ (دوم) |
| ۵ | ۱ اکتبر ۲۰۲۱    | ۲٫۰۳۶٪ (دوم)   | ۲٫۳۳۳٪ (اول) |
| ۶ | ۲ اکتبر ۲۰۲۱    | ۲٫۳۸۴٪ (سوم)   | ۲٫۸۸۹٪ (دوم) |
| ۷ | ۸ اکتبر ۲۰۲۱    | ۲٫۰۸۹٪ (سوم)   | ۲٫۴۵۸٪ (سوم) |
| ۸ | ۹ اکتبر ۲۰۲۱    | ۲٫۰۹۳٪ (سوم)   | ۲٫۲۳۵٪ (سوم) |
| ۹ | ۱۵ اکتبر ۲۰۲۱   | ۲٫۶۶۰٪ (دوم)   | ۳٫۰۸۹٪ (دوم) |
| ۱۰ | ۱۶ اکتبر ۲۰۲۱   | ۲٫۳۱۲٪ (چهارم) | ۲٫۷۰۰٪ (دوم) |
| ۱۱ | ۲۲ اکتبر ۲۰۲۱   | ۱٫۹۰۶٪ (سوم)   | ۲٫۳۴۱٪ (دوم) |
| ۱۲ | ۲۳ اکتبر ۲۰۲۱   | ۲٫۳۴۰٪ (سوم)   | ۲٫۹۶۵٪ (سوم) |
| ۱۳ | ۲۹ اکتبر ۲۰۲۱   | ۲٫۰۳۷٪ (دوم)   | ۲٫۵۹۰٪ (دوم) |
| ۱۴ | ۳۰ اکتبر ۲۰۲۱   | ۲٫۴۸۵٪ (دوم)   | ۲٫۸۲۸٪ (دوم) |
| میانگین | میانگین         | ۲٫۲۳۰٪         | ۲٫۶۴۳٪       |
| - در جدول بالا اعداد آبی کمترین رتبه و اعداد قرمز بیشترین رتبه را نشان می‌دهند. - این درام از یک کانال کابلی/پولی تلویزیون پخش می‌شود که در مقایسه با تلویزیون آزاد/پخش کننده‌های عمومی (اس‌بی‌اس، کی‌بی‌اس، ام‌بی‌سی و ئی‌بی‌اس) به‌طور معمول مخاطبان نسبتاً کمتری دارد. |                 |                |              |

انتشار فصل دوم این مجموعه در ۱۰ ژوئن ۲۰۲۲، باعث افزایش بیش از ۶۰ درصدی کاربران اشتراکی پلتفرم تیوینگ از هفتهٔ اول تا هفتهٔ دوم بود و این مجموعه برای پنج هفته در جایگاه اول در میان تمام برنامه‌های اصلی این پلتفرم قرار گرفت.

### فصل ۲
| ۱ | ۱۶ نوامبر ۲۰۲۲ | ۱٫۳۷۹٪ (چهارم)   | ۱٫۴۸۳٪ (چهارم) |
| ۲ | ۱۷ نوامبر ۲۰۲۲ | ۱٫۳۸۴٪ (هفتم)    | ۱٫۴۱۵٪ (ششم)   |
| ۳ | ۲۳ نوامبر ۲۰۲۲ | ۱٫۰۴۷٪ (پانزدهم) | N/A            |
| ۴ | ۲۴ نوامبر ۲۰۲۲ | ۰٫۷۳۰٪ (سی‌ام)    | N/A            |
| ۵ | ۳۰ نوامبر ۲۰۲۲ | ۱٫۳۲۶٪ (هفتم)    | ۱٫۱۷۰٪ (هشتم)  |
| ۶ | ۱ دسامبر ۲۰۲۲  | ۱٫۰۶۸٪ (چهاردهم) | N/A            |
| ۷ | ۷ دسامبر ۲۰۲۲  | ۱٫۳۵۹٪ (چهارم)   | ۱٫۴۱۴٪ (پنجم)  |
| ۸ | ۸ دسامبر ۲۰۲۲  | ۱٫۱۳۳٪ (نهم)     | ۱٫۲۵۹٪ (هفتم)  |
| ۹ | ۱۴ دسامبر ۲۰۲۲ | ۱٫۲۴۷٪ (هشتم)    | N/A            |
| ۱۰ | ۱۵ دسامبر ۲۰۲۲ | ۱٫۲۵۳٪ (هشتم)    | ۱٫۵۸۴٪ (پنجم)  |
| ۱۱ | ۲۱ دسامبر ۲۰۲۲ | ۱٫۲۴۶٪ (یازدهم)  | N/A            |
| ۱۲ | ۲۲ دسامبر ۲۰۲۲ | ۱٫۳۰۷٪ (نهم)     | ۱٫۵۸۶٪ (چهارم) |
| ۱۳ | ۲۸ دسامبر ۲۰۲۲ | ۱٫۲۰۴٪ (یازدهم)  | N/A            |
| ۱۴ | ۲۹ دسامبر ۲۰۲۲ | ۱٫۱۶۸٪ (دوازدهم) | N/A            |
| میانگین | میانگین        | ۱٫۲۰۴٪           | —              |
| - در جدول بالا اعداد آبی کمترین رتبه و اعداد قرمز بیشترین رتبه را نشان می‌دهند. - N/A بیانگر این است که رتبه‌بندی مشخص نیست. - این درام از یک کانال کابلی/پولی تلویزیون پخش می‌شود که در مقایسه با تلویزیون آزاد/پخش کننده‌های عمومی (اس‌بی‌اس، کی‌بی‌اس، ام‌بی‌سی و ئی‌بی‌اس) به‌طور معمول مخاطبان نسبتاً کمتری دارد. |                |                  |                |